# STS-88
STS-88 (englisch Space Transportation System) ist die Missionsbezeichnung für einen Flug des US-amerikanischen Space Shuttles Endeavour (OV-105) der NASA. Der Start erfolgte am 4. Dezember 1998. Es war die 93. Space-Shuttle-Mission, der 13. Flug der Raumfähre Endeavour und der erste Flug eines Shuttle zur Internationalen Raumstation (ISS).

## Mannschaft
- Robert Cabana (4. Raumflug), Kommandant
- Frederick Sturckow (1. Raumflug), Pilot
- Nancy Currie (3. Raumflug), Missionsspezialistin
- Sergei Krikaljow (4. Raumflug), Missionsspezialist (Roskosmos/ Russland)
- James Newman (3. Raumflug), Missionsspezialist
- Jerry Ross (6. Raumflug), Missionsspezialist

## Missionsbeschreibung
Während der Endeavour-Mission wurde praktisch die Internationale Raumstation (ISS) eingeweiht. In der Ladebucht der Raumfähre befand sich mit Unity das erste Verbindungsmodul der Raumstation nebst zweier Kopplungsadapter (PMA-1 und PMA-2).
Kurz nach dem Start am 4. Dezember 1998 um 8:35 UTC wurden die drei miteinander verbundenen Teile mit dem Manipulatorarm aus der Ladebucht herausgehoben und auf den Kopplungsadapter der Raumfähre gesetzt. Diese näherte sich währenddessen dem bereits am 20. November gestarteten Modul Sarja. Aus etwa zehn Metern Entfernung wurde es am 6. Dezember vom Greifarm der Raumfähre erfasst und auf den zweiten Kopplungsadapter von Unity gesetzt.
Am 7. Dezember stiegen die Astronauten Jerry Ross und James Newman für 7 Stunden und 21 Minuten aus und verbanden Strom- und Datenkabel zwischen den beiden Modulen miteinander. Außerdem wurden thermische Abdeckungen und ein Haltekabel installiert. Beim zweiten Ausstieg am 9. Dezember wurden in 7 Stunden die nun überflüssig gewordenen Halterungen entfernt, mit denen Unity in der Ladebucht der Endeavour verankert war. Dort wurden die Gegenhalterungen abgedeckt und Kabel, die zuvor zur Energieversorgung und Kühlung gedient hatten, demontiert. Außerdem wurden mehrere Kommunikationsantennen befestigt und angeschlossen. Schließlich wurde eine Antenne am Sarja-Modul, die zu einem automatischen Rendezvoussystem gehört, vollständig ausgeklappt. Anschließend wurde die Stromversorgung zwischen Sarja und Unity aktiviert. Ein Druckausgleich war bereits vorher durchgeführt worden.

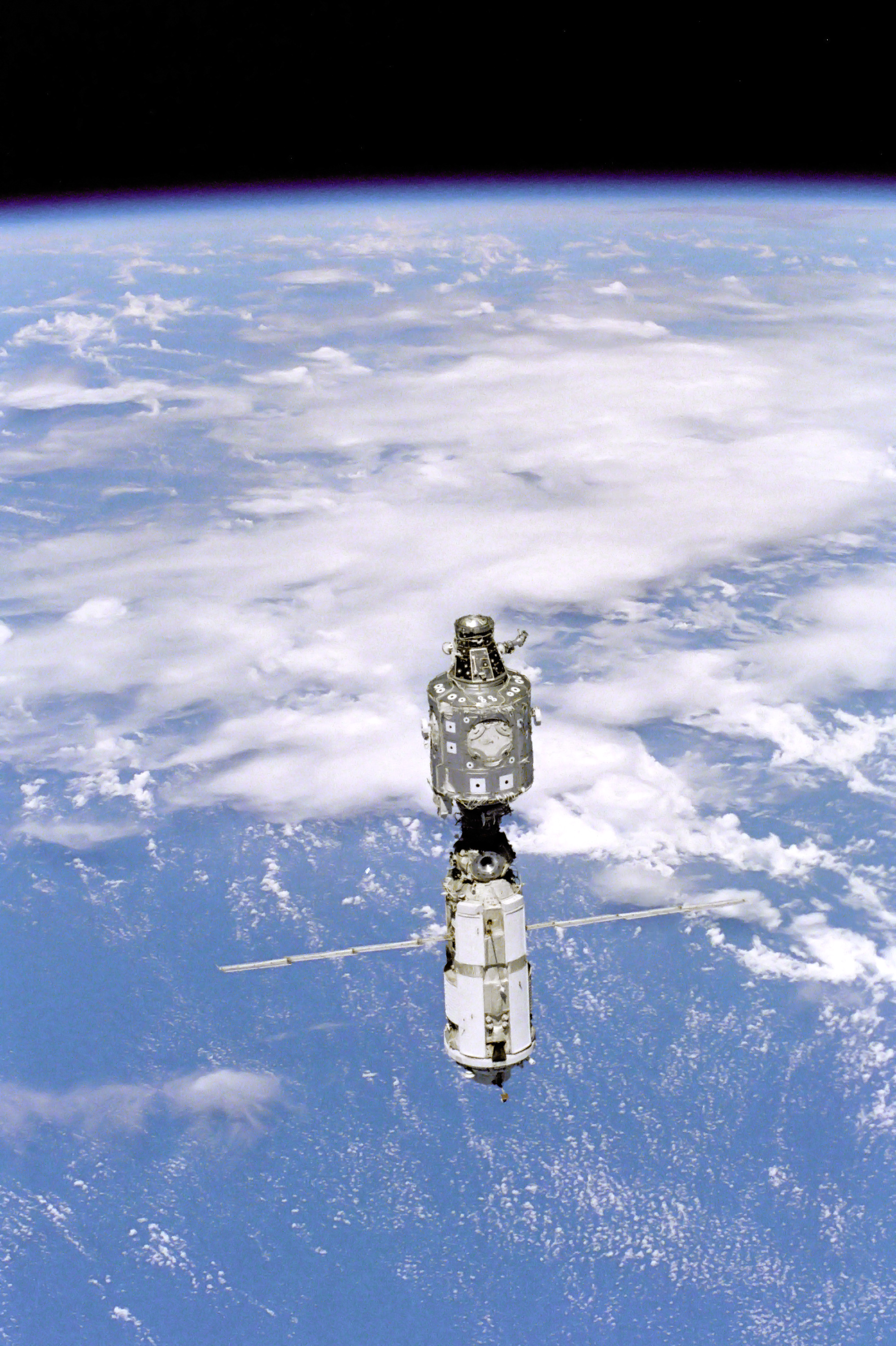
Die ISS nach STS-88: oben Unity, darunter das Sarja-Modul

Am 10. Dezember wurden die Luken geöffnet und die Station, wenn auch nur für kurze Zeit, bemannt. Innerhalb der beiden Module wurden Transporthalterungen entfernt, Werkzeuge und Aufbauten, die außenbords angebracht werden sollten, entnommen und die Regale mit Materialien gefüllt, die für die erste Stammbesatzung bestimmt waren. Außerdem wurde das S-Band-Kommunikationssystem komplettiert und getestet. Nach nur 28 Stunden wurden die Luken wieder geschlossen.
Beim dritten Ausstieg von Ross und Newman am 12. Dezember wurden innerhalb von 6 Stunden und 59 Minuten Behälter mit Werkzeugen, Hand- und Fußhalterungen sowie zwei Kräne außenbords befestigt und ein Geländer am Sarja-Modul montiert. Auch die zweite Antenne des russischen Navigationssystems Kurs konnte manuell vollständig ausgefahren werden. Außerdem wurde die Außenhaut beider Module aus verschiedenen Positionen fotografiert. Dabei wurde vor allem darauf geachtet, ob die Markierungen für das Space Vision System gut erkennbar waren. Alle Aktivitäten wurden auch von einer großformatigen IMAX-Kamera gefilmt.

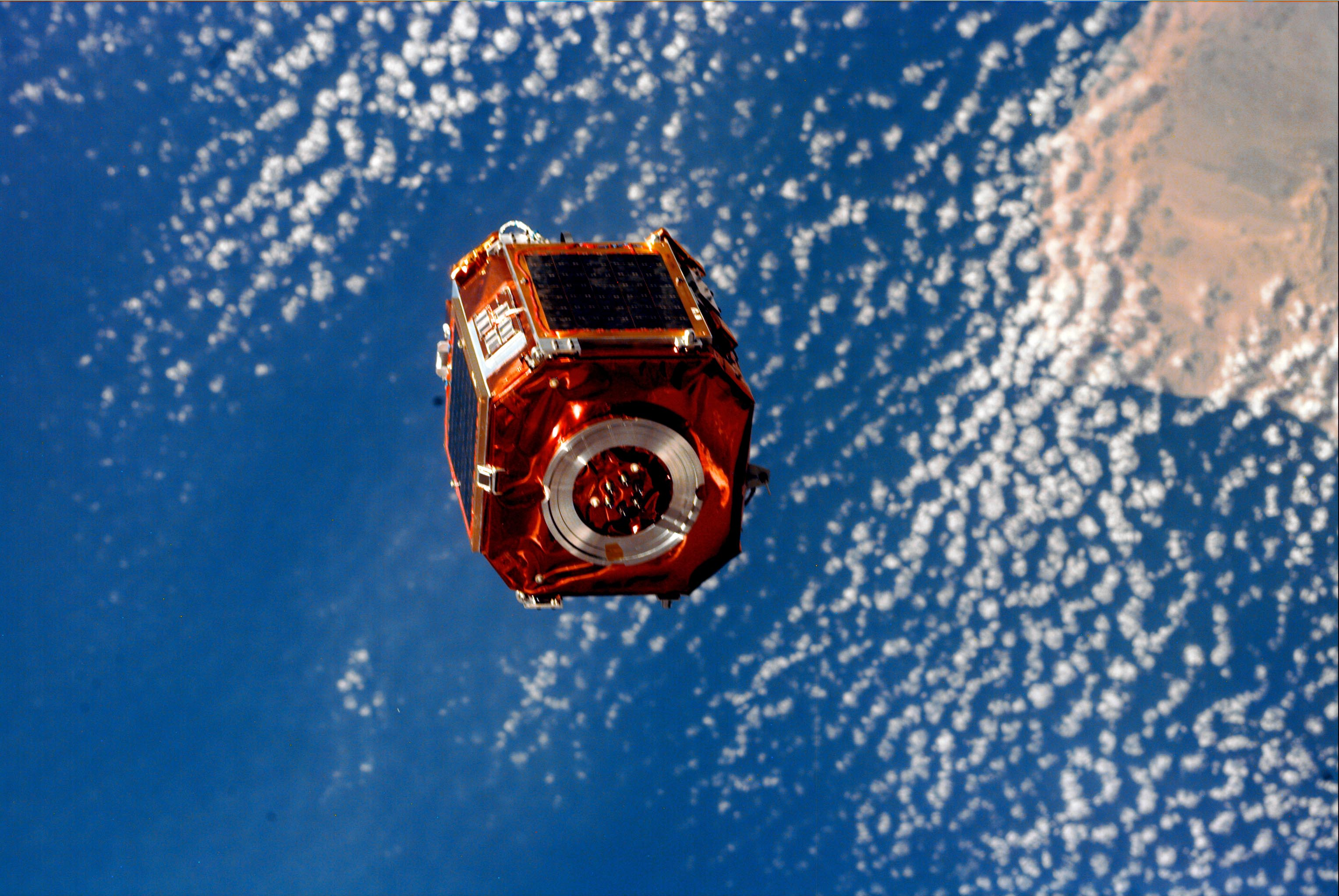
SAC-A nach dem Aussetzen durch das Space Shuttle

An Bord der Endeavour befanden sich mit MightySat 1 und SAC-A zwei kleine Satelliten, die während der Mission aus der Ladebucht katapultiert wurden. Letzterer wurde am 14. Dezember um 5:31 UTC ausgesetzt und war ein argentinischer Satellit (268 Kilogramm) zur Erprobung verschiedener Technologien. Dazu gehörten ein auf GPS basierendes Navigationssystem, ein Magnetometer, Siliziumsolarzellen, eine Kamera zur Erdbeobachtung und ein System zur Verfolgung von Walen in den Weltmeeren. Am nächsten Tag folgte um 3:09 UTC MightySat, ein militärischer Erprobungssatellit der US-Luftwaffe. Der 320-Kilogramm-Trabant diente ebenfalls der Erforschung neuer Technologien für die Raumfahrt.
Nach fast zwölf Tagen in der Umlaufbahn landete die Endeavour am 16. Dezember um 3:53 UTC auf der Betonpiste des Kennedy Space Centers in Florida.